# Привітненська сільська рада (Чорнобаївський район)
Привітненська сільська́ ра́да — адміністративно-територіальна одиниця та орган місцевого самоврядування в Чорнобаївському районі Черкаської області. Адміністративний центр — селище Привітне.

## Загальні відомості
- Населення ради: 663 особи (станом на 2001 рік)

## Населені пункти
Сільській раді підпорядковані населені пункти:
- с-ще Привітне

## Склад ради
Рада складається з 12 депутатів та голови.
- Голова ради: Остроушко Раїса Олексіївна
- Секретар ради: Кривицька Валентина Анатоліївна

### Керівний склад попередніх скликань
| Прізвище, ім'я, по батькові | Основні відомості                                                                       | Дата обрання | Дата звільнення |
| --------------------------- | --------------------------------------------------------------------------------------- | ------------ | --------------- |
| Остроушко Раїса Олексіївна  | Сільський голова, 1961 року народження, освіта середня спеціальна, позапартійна         | 26.03.2006   | 31.10.2010      |
| Остроушко Раїса Олексіївна  | Сільський голова, 1961 року народження, освіта середня спеціальна, член Партії регіонів | 31.10.2010   |                 |

Примітка: таблиця складена за даними сайту Верховної Ради України

### Депутати
За результатами місцевих виборів 2010 року депутатами ради стали:

#### За суб'єктами висування
| Суб'єкт висування         | Кількість обраних депутатів | %  |
| ------------------------- | --------------------------- | -- |
| Партія регіонів           | 9                           | 75 |
| Українська Народна Партія | 3                           | 25 |

#### За округами
| № округу                  | Прізвище, ім'я, по батькові     | Дата визнання обраним | Освіта             | Партійна приналежність           | Відомості про обраного депутата                              |
| ------------------------- | ------------------------------- | --------------------- | ------------------ | -------------------------------- | ------------------------------------------------------------ |
| Партія регіонів           |                                 |                       |                    |                                  |                                                              |
| 1                         | Бондаренко Алла Петрівна        | 03.11.2010            | середня            | позапартійна                     | СТОВ"Красенівське", вагар                                    |
| 3                         | Безкровна Ольга Іванівна        | 03.11.2010            | вища               | позапартійна                     | Красенівський НВК, вчитель                                   |
| 4                         | Дереза Валентина Валентинівна   | 03.11.2010            | вища               | позапартійна                     | СТОВ"Красенівське", бухгалтер                                |
| 5                         | Гриневич Іван Петрович          | 03.11.2010            | середня спеціальна | член Партії регіонів             | СТОВ"Красенівське", електрик                                 |
| 6                         | Грабова Тетяна Григорівна       | 03.11.2010            | середня спеціальна | член Партії регіонів             | Комінтернівський фельдшерсько-акушерський пункт, завідувачка |
| 7                         | Кривицька Валентина Анатоліївна | 03.11.2010            | середня спеціальна | позапартійна                     | Комінтернівська сільська рада, секретар                      |
| 9                         | Притула Василь Дем'янович       | 03.11.2010            | середня            | позапартійний                    | пенсіонер                                                    |
| 10                        | Самофал Анатолій Іванович       | 03.11.2010            | середня спеціальна | позапартійний                    | СТОВ"Красенівське", ст. електрик                             |
| 12                        | Яшник Валерій Павлович          | 03.11.2010            | вища               | член Партії регіонів             | СТОВ"Красенівське", агроном                                  |
| Українська Народна Партія |                                 |                       |                    |                                  |                                                              |
| 2                         | Бялковська Вікторія Михайлівна  | 03.11.2010            | вища               | член Української Народної Партії | Красенівський НВК, вчитель                                   |
| 8                         | Лисенко Василь Павлович         | 03.11.2010            | середня            | позапартійний                    | Красенівський НВК, сторож                                    |
| 11                        | Юрченко Іван Павлович           | 03.11.2010            | середня            | позапартійний                    | пенсіонер                                                    |